# Carlos Avril
Pour les articles homonymes, voir Avril (homonymie).
Charles Eugène Avril dit Carlos Avril, né le 20 juillet 1865 dans le 10e arrondissement de Paris, ville où il est mort le 30 octobre 1940 en son domicile dans le 19e arrondissement, est un acteur français.

## Filmographie partielle
- 1909 : Au premier, à gauche [réalisateur inconnu]
- 1909 : Le Mannequin de Camille de Morlhon
- 1909 : Les Deux Cambrioleurs de Georges Monca
- 1909 : La Dot d'Herminie de Georges Monca
- 1909 : Dansons la cachucha / Le Fou de la danse espagnole de Maurice de Féraudy
- 1910 : Les Timidités de Rigadin de Georges Monca
- 1910 : Le Système du docteur Tranchelard de Georges Monca
- 1910 : Mannequin par amour de Georges Monca
- 1910 : Le Clown et le Pacha neurasthénique (ou Le Pacha neurasthénique) de Georges Monca
- 1910 : La Chatte métamorphosée en femme de Michel Carré
- 1910 : La Mariée du château maudit (ou La Fiancée du château maudit) d'Albert Capellani
- 1911 : Un monsieur qui a un tic d'Albert Capellani
- 1911 : Le Clown et le Pacha de Georges Monca
- 1915 : À qui la femme? de Roger Lion
- 1917 : Ma femme est folle de Roger Lion
- 1920 : Rien à louer de Luitz-Morat
- 1922 : Son Altesse de Henri Desfontaines
- 1922 : Destinée d'Armand Du Plessy et Gaston Mouru de Lacotte : Sam Hopkins
- 1923 : Fleur du mal de Gaston Mouru de Lacotte
- 1924 : Le Vert galant de René Leprince : Chicot
- 1924 : Madame Sans-Gêne[pas clair] de Léonce Perret : Le tatoueur
- 1925 : Mylord l'Arsouille de René Leprince : Javardon
- 1926 : Les Dévoyés de Henry Vorins : Rinceau dit la Rincette
- 1927 : Les Cinq Sous de Lavarède de Maurice Champreux : Prosper Bouvreuil
- 1928 : La Tentation de Albert-Francis Bertoni
- 1929 : La Dame de bronze et le Monsieur de cristal de Marcel Manchez
- 1929 : Le Récit du capitaine de  Robert Beaudoin et Maurice Champreux
- 1930 : Toute sa vie d'Alberto Cavalcanti : Le vieux domestique
- 1930 : Dorville chauffeur de Charles de Rochefort
- 1931 : Ma cousine de Varsovie de Carmine Gallone : Joseph
- 1931 : Rien que la vérité de René Guissart : Firmin
- 1931 : L'Amour à l'américaine de Pál Fejős et Claude Heymann
- 1931 : Popaul veut dormir de Louis Mercanton
- 1932 : Mon curé chez les riches de Donatien
- 1933 : Touchons du bois de Maurice Champreux
- 1933 : Trois Balles dans la peau de Roger Lion : Milo
- 1933 : Le Grand bluff de Maurice Champreux
- 1935 : Un oiseau rare de Richard Pottier
- 1935 : La Ronde du brigadier Bellot de Raymond Ruffin

## Récompenses et distinctions
- Médaille d'honneur (bronze) de la Mutualité (décret présidentiel du 14 juillet 1907)
- Officier d'Académie (arrêté du ministre de l'Instruction publique et des Beaux-Arts du 2 janvier 1908)
- Officier de l'Instruction publique (arrêté du ministre de l'Instruction publique et des Beaux-Arts du 17 février 1927)
- Médaille d'honneur (argent) de la Mutualité (décret présidentiel du 1er avril 1933)